# Линней (лунный кратер)
Кратер Линней (лат. Linné) — небольшой сравнительно молодой ударный кратер в северо-западной части Моря Ясности на видимой стороне Луны. Образование кратера относится к коперниковскому периоду.
Кратер назван в честь Карла Линнея (1707—1778), выдающегося шведского естествоиспытателя и медика; название было утверждено Международным астрономическим союзом в 1935 году.

## Описание кратера

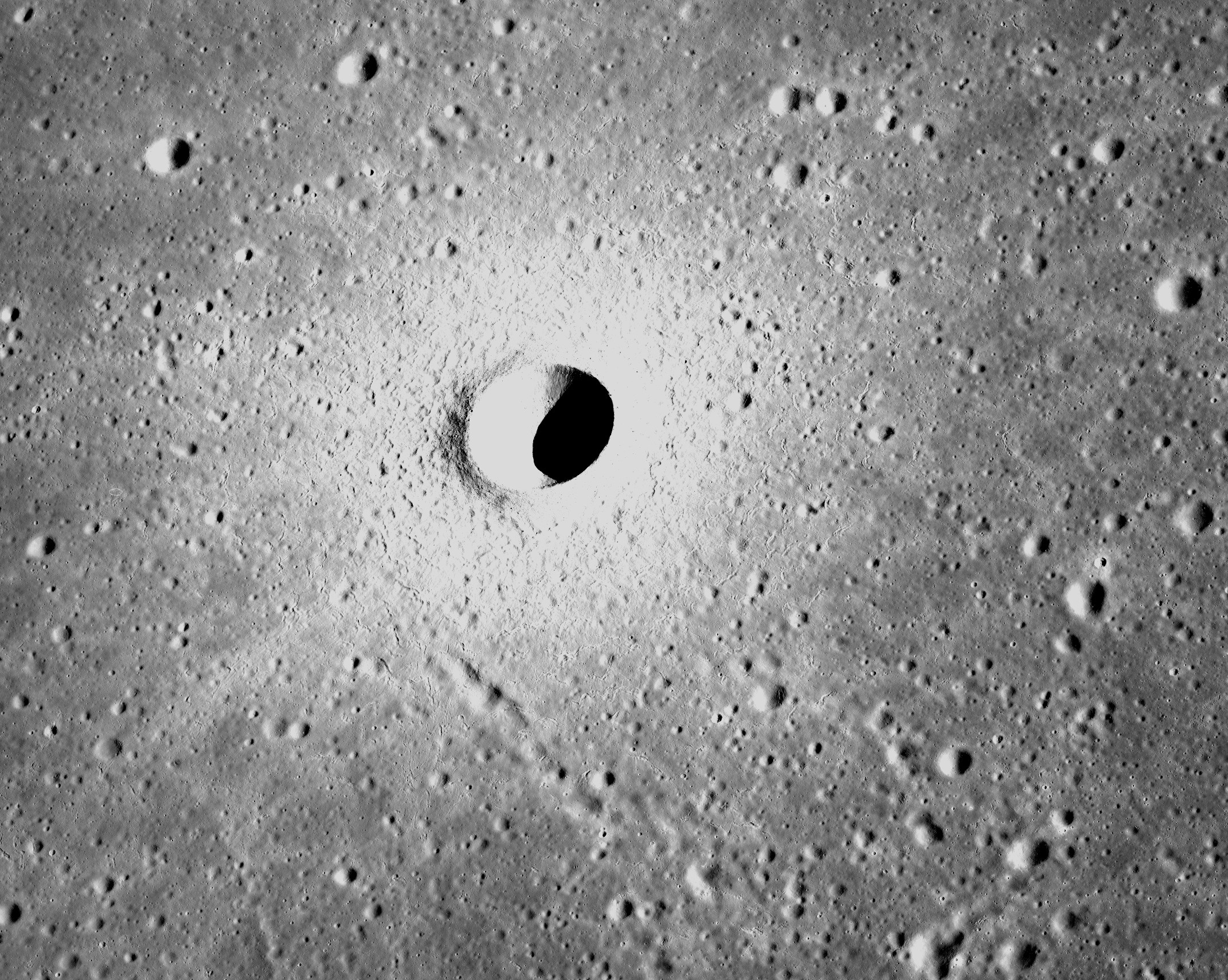
Снимок с борта Аполлона-15.

Ближайшими соседями кратера являются кратер Сантос-Дюмон на западе; кратер Бантинг на востоке-юго-востоке; кратер Хорнсби на юге и кратер Джой на юго-западе. На северо-западе от кратера находятся горы Кавказ и за ними Море Дождей; на юго-западе — горы Апеннины. Селенографические координаты центра кратера 27°45′ с. ш. 11°48′ в. д. / 27,75° с. ш. 11,8° в. д., диаметр 2,23 км, глубина 600 м.
Кратер Линней образован в толще базальтовых пород Моря Спокойствия и имеет усеченную конусообразную форму. Вал с четко очерченной острой кромкой, окружен дюнообразной областью пород с высоким альбедо выброшенных при образовании кратера. Внутренний склон гладкий, с радиальными полосами по всему периметру.
Кратер Линней относится к числу кратеров, в которых зарегистрированы температурные аномалии во время затмений. Объясняется это тем, что подобные кратеры имеют небольшой возраст и скалы не успели покрыться реголитом, оказывающим термоизолирующее действие.
В 1868 году немецкий астроном Иоганн Фридрих Юлиус Шмидт сделал заявление, что кратер Линней изменил свою форму. Это заявление, по всей вероятности, было вызвано несовершенством наблюдательных инструментов того времени, однако послужило всплеску интереса к селенографии.

## Кратковременные лунные явления
В кратере Линней наблюдались кратковременные лунные явления (КЛЯ) в виде увеличения размеров светлого пятна во время затмений.

## Сателлитные кратеры
| Линней | Координаты                                            | Диаметр, км |
| ------ | ----------------------------------------------------- | ----------- |
| A      | 28°59′ с. ш. 14°22′ в. д. / 28,98° с. ш. 14,37° в. д. | 4,2         |
| B      | 30°32′ с. ш. 14°10′ в. д. / 30,54° с. ш. 14,17° в. д. | 5,4         |
| D      | 28°44′ с. ш. 17°07′ в. д. / 28,73° с. ш. 17,11° в. д. | 4,3         |
| F      | 32°20′ с. ш. 13°57′ в. д. / 32,34° с. ш. 13,95° в. д. | 4,9         |
| G      | 35°54′ с. ш. 13°18′ в. д. / 35,9° с. ш. 13,3° в. д.   | 4,2         |
| H      | 33°46′ с. ш. 13°46′ в. д. / 33,77° с. ш. 13,77° в. д. | 3,4         |

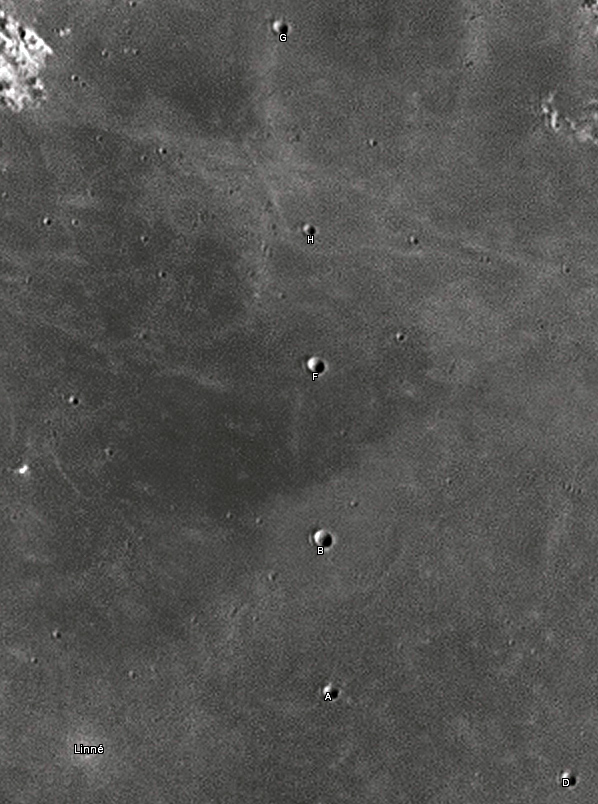
Снимок Девида Кемпбелла.

Сателлитному кратеру Линней E Международный астрономический союз в 1973 году присвоил собственное имя: кратер Бантинг.

## Галерея

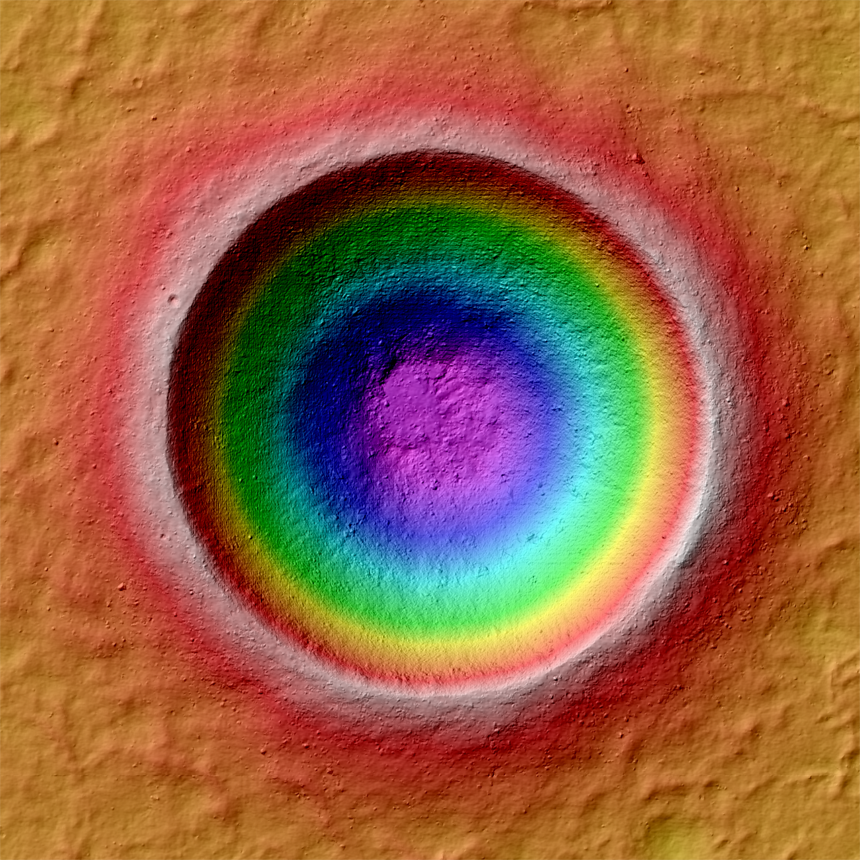
Визуализация замеров высот кратера, выполненная зондом Lunar Reconnaissance Orbiter.
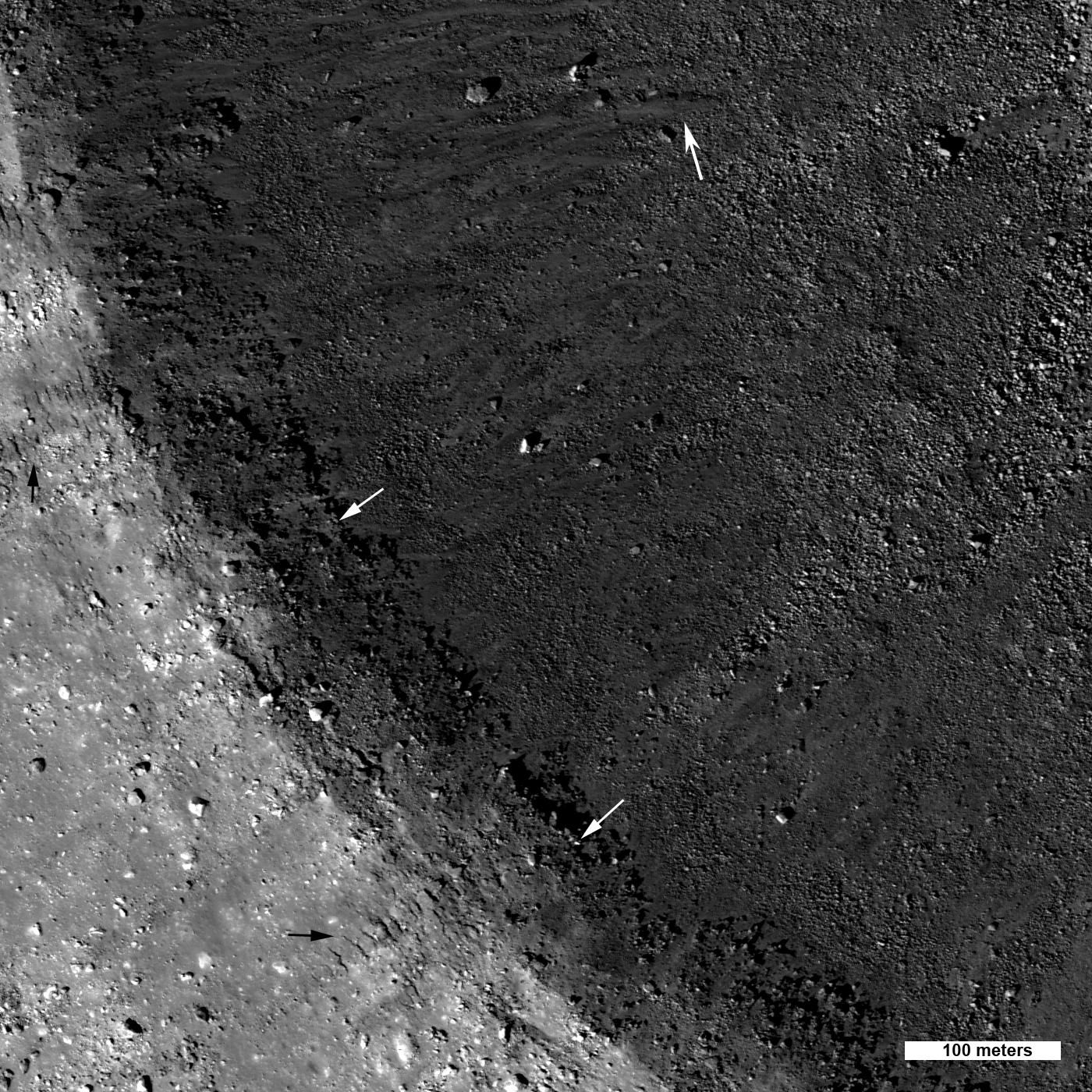
Вал кратера, снимок зонда Lunar Reconnaissance Orbiter.